# Appecano
Appecano è una frazione del comune di Terni (TR), sita a 572 m s.l.m., nel territorio della Valserra.
Secondo i dati Istat del 2001, il paese è abitato da 31 residenti.

## Storia
L'origine del borgo si riferisce all'epoca romana, in base a testimonianze epigrafiche rinvenute nel tempo. Il suo nome potrebbe derivare da un certo Appaeus o Appeius proprietario del fondo. Diversamente dagli altri piccoli centri abitati della zona, costruiti all'interno di una cinta muraria, Appecano pare piuttosto concepito come un gruppo di case rurali (villa) sorte intorno al principale luogo di culto. Un monumento di interesse è, infatti, la chiesa di San Martino con il suo campanile, la cui origine risale all'anno 1000. Il borgo fu colpito nel 1917 da un forte sisma e si dovette così procedere ad una consistente opera di consolidamento.

## Monumenti e luoghi d'interesse
- Chiesa di San Martino (XI secolo), ristrutturata nel corso del Settecento
- Monte Pizzo d'Aiano (1054 m)

### Chiesa di San Martino

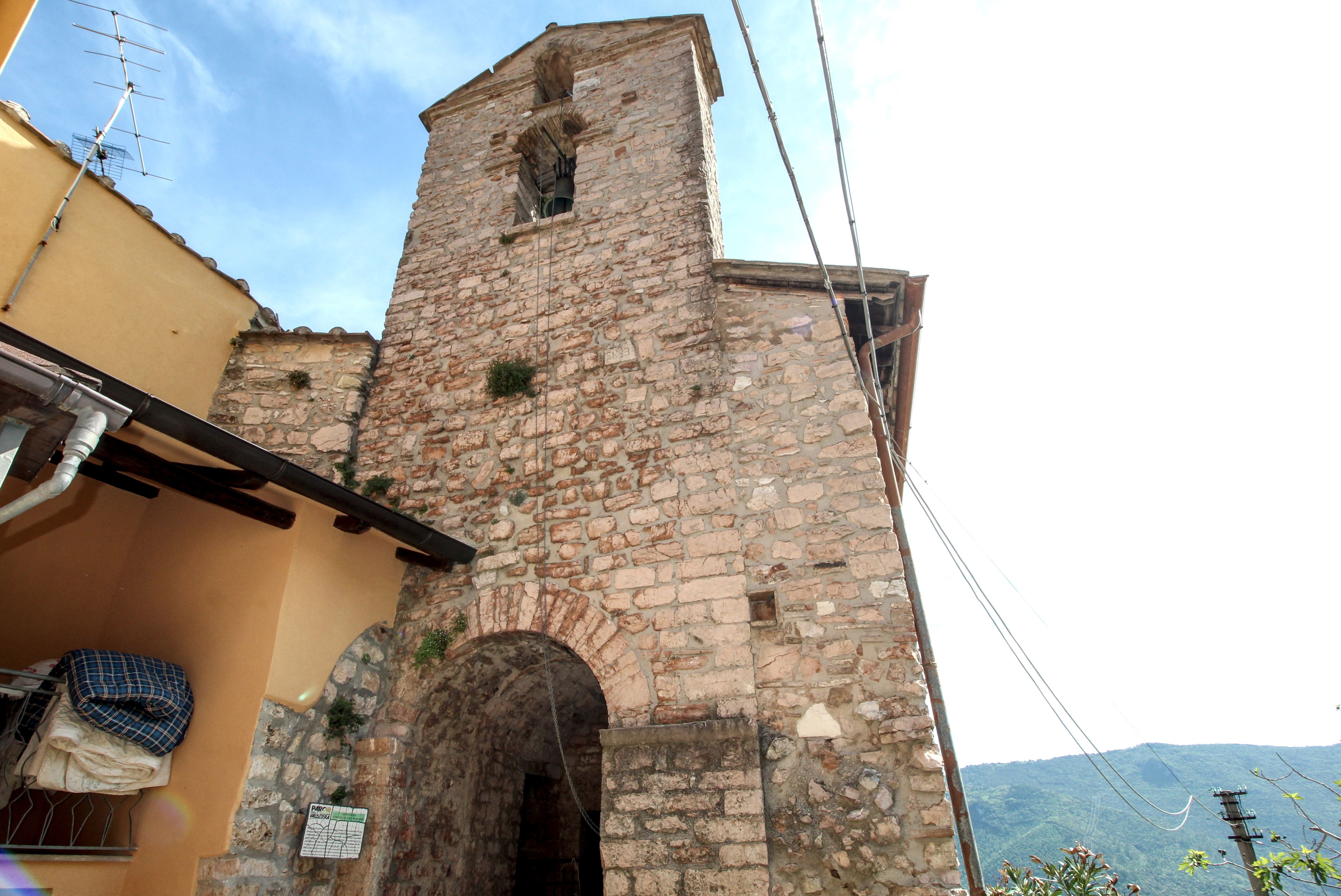
L’esterno della chiesa

Anche se la prima menzione della chiesa risale al secolo XV, per tipologia e materiali essa può essere ricondotta ai secoli IX - X. L'originaria struttura, di modeste dimensioni, a nave unica con abside semicircolare e torre campanaria in facciata, fu ampliata con la costruzione di una seconda navata nel corso del XVII secolo. Anche il campanile, lesionato dal terremoto del 1703, fu ricostruito. La decorazione pittorica dell'interno è in pessimo stato di conservazione. Da segnalare alcuni frammenti di marmo con epigrafi di età romana riutilizzati nella muratura della facciata.